# Xanthopleura perspicua
Xanthopleura perspicua là một loài bướm đêm thuộc phân họ Arctiinae, họ Erebidae.